# Las Flores kommun, Argentina
Partido de Las Flores är en kommun i Argentina.   Den ligger i provinsen Buenos Aires, i den centrala delen av landet, 180 km söder om huvudstaden Buenos Aires. Antalet invånare är 23 551.
Trakten runt Partido de Las Flores består till största delen av jordbruksmark. Runt Partido de Las Flores är det mycket glesbefolkat, med 7 invånare per kvadratkilometer.